# XEUS
XEUS (pour X-ray Evolving Universe Spectroscopy) est un projet de l'Agence spatiale européenne. Il est le successeur du télescope spatial XMM-Newton, dont la fin des travaux est prévu pour décembre 2020, et scrute le ciel en rayons X. Le projet est dirigé par Martin Turner, de l'université de Leicester, en Angleterre. Le projet est abandonné et remplacé par la mission ATHENA (Advanced Telescope for High ENergy Astrophysics). 
XEUS comporte un couple de satellites distants de 50 m, l'un portant les miroirs, l'autre les instruments optiques. Une partie de son assemblage est amarrée à l'ISS (Station spatiale internationale). Il possède une surface de miroirs 10 fois plus importante que son prédécesseur XMM-Newton, pour atteindre une précision 100 fois plus élevée. Avec un tel appareil, on peut observer le ciel jusqu'aux confins de l'univers pour éclairer les scientifiques sur la formation des premiers trous noirs. XEUS sert aussi à étudier la matière noire, ainsi que d'autres trous noirs plus proches.